# Charles Louis L'Héritier de Brutelle
Charles Louis L'Héritier de Brutelle (París, 15 de juny de 1746 - 16 d'agost de 1800) va ser un magistrat francès apassionat per la botànica. Va treballar especialment amb les geraniàcies (Geraniaceae): va publicar el 1792 l'obra titulada Geranologia. Li devem la diferenciació dels tres gèneres de geraniàcies: Geranium, Pelargonium i Erodium.